# Pareuchiloglanis rhabdurus
Pareuchiloglanis rhabdurus is een straalvinnige vissensoort uit de familie van de zuigmeervallen (Sisoridae). De wetenschappelijke naam van de soort is voor het eerst geldig gepubliceerd in 2004 door Ng.